# Trachemys scripta troostii
Sous-espèce
Synonymes
- Emys troosti Holbrook, 1836
- Emys cumberlandensis Holbrook, 1840

Trachemys scripta troostii est une sous-espèce de tortue de la famille des Emydidae.

## Répartition
Cette sous-espèce est endémique de l'est des États-Unis. Elle se rencontre dans les Appalaches au Tennessee, au Kentucky, en Virginie, en Caroline du Nord et dans le nord-est de l'Alabama. C´est une espèce non protégé (elle ne se trouve donc pas dans le CIRES de la douane) .

## Description
Elle grandit lentement et est très sensible à la chaleur de l'eau. Ces tortues habitent dans des lacs, des fleuves et dans de grandes flaques d'eau. Le mâle possède de longues griffes avant et une queue plus pointue que la femelle. Cette espèce ressemble fortement à la tortue dite à tempes rouges de Floride mais les tempes de Trachemys scripta troostii sont d´une couleur légèrement plus foncé que le vert de sa peau . Cette espèce est majoritairement carnivore, bien qu´avec l´age elle mange également des végétaux.
- Longueur adulte: mâles 20 cm (dont 13 cm de carapace ) et la femelle 28 cm (dont 20 cm de carapace ).

## Étymologie
Cette espèce est nommée en l'honneur de Gerard Troost (1776-1850).

## Publication originale
- Holbrook, 1836 : North American herpetology, or, A description of the reptiles inhabiting the United States, vol. 1, p. 1-120 (texte intégral).